# Гаћиновић
Гаћиновић је српско, црногорско и хрватско презиме. Оно се може односити на:
- Владимир Гаћиновић (1890—1917), српски књижевник
- Мијат Гаћиновић (рођ. 1995), српски фудбалер
- Радослав Гаћиновић (1955—2021), српски политиколог